# 저지대 국가

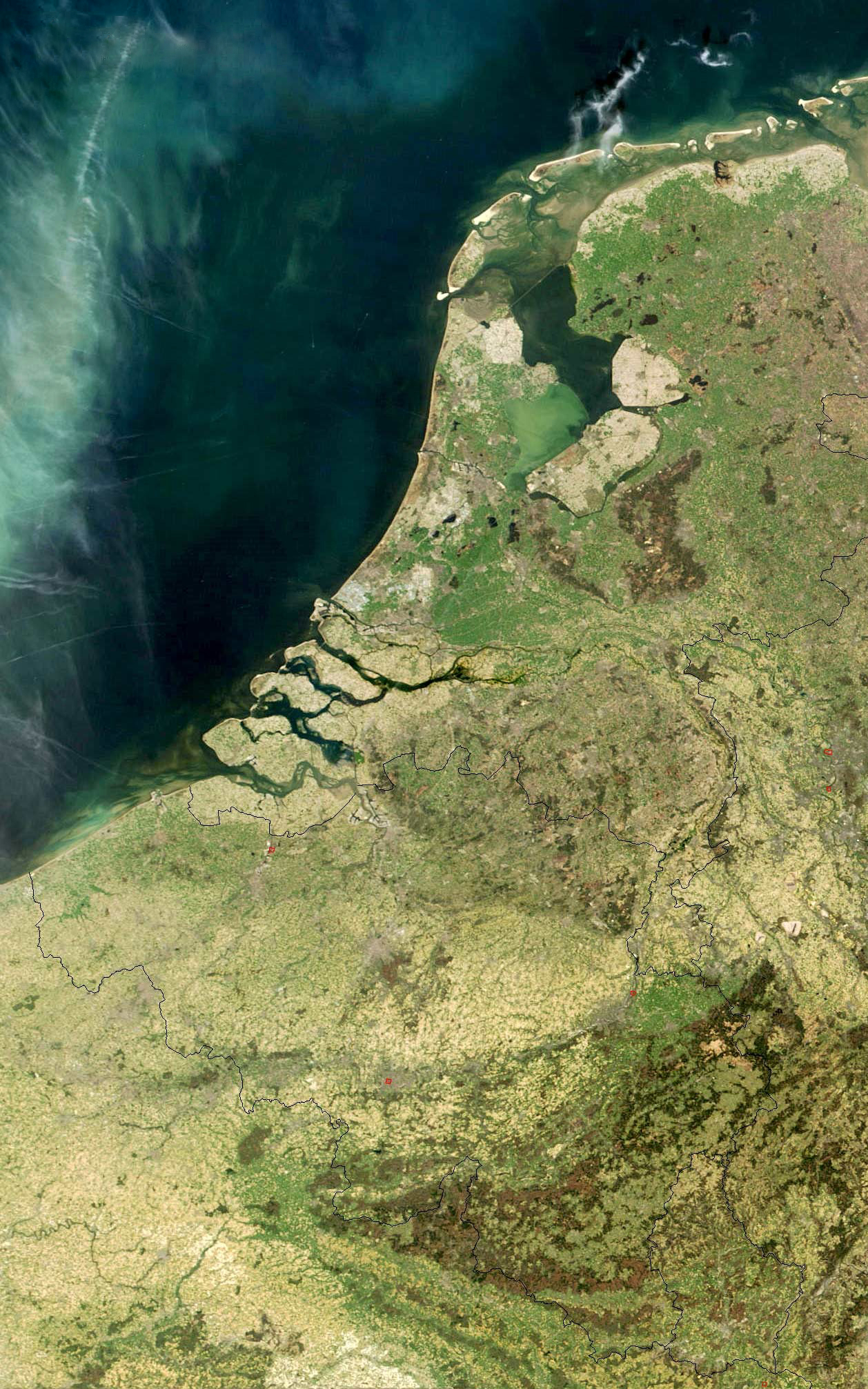
저지대 국가 지도의 위성 사진

저지대 국가(영어: Low Countries, 네덜란드어: Nederlanden 네덜란덴[*], 독일어: Niederland 니더란트[*])는 스헬더강, 라인강 그리고 뫼즈강의 낮은 삼각주 지대 주변에 위치한 지역 일대를 일컫는 말이다. 이 지역에는 오늘날의 벨기에, 네덜란드, 룩셈부르크 그리고 프랑스 북부 지역 일부와 독일 서부 지역 일부가 포함된다. 이 용어는 중앙집권 국가가 형성되기 시작하고 귀족 및 귀족가문에 의한 통치가 이루어지던 중세 말기 및 근대 초 유럽에 주로 적용된다.
역사적으로 이 지역은 중프랑크 왕국에 기원을 두고 있다. 특히 북부 지역은 훗날 저지대 로렌 지방이 되었다. 로렌 지방이 분할된 이후로 저지대 국가들은 주변 강대국들의 지배 아래 놓였었다. 한때는 부르고뉴 네덜란드의 일부가 되었던 이 지역은 이후 1581년까지 합스부르크 네덜란드의 일부가 되었다. 그 후 남부 지역은 스페인령 네덜란드와 오스트리아령 네덜란드가 되었으며, 북부 지역은 네덜란드 공화국을 형성하였다. 16세기에 이 지역은 17개 지방의 연합체를 형성하였으며, 19세기에 이르러서는 네덜란드 연합 왕국으로 성장했다.

## 같이 보기
- 부르고뉴령 네덜란드
- 플랑드르파